# 田邊誠 (法学者)
田邊 誠（たなべ まこと、1955年1月- ）は、日本の法学者・弁護士。広島大学名誉教授。専門は民事訴訟法。

## 人物
京都大学にて中務俊昌や谷口安平に師事する。民事紛争処理とくに民事訴訟手続の諸問題について研究しており、訴訟における秘密保護や証拠収集手続、仲裁手続、権利自白に詳しい。

## 略歴
出典はリンク先による
- 1979年3月 - 京都大学法学部卒業 (法学士)
- 1982年3月 - 京都大学大学院法学研究科博士前期課程修了 (法学修士)
- 1985年3月 - 京都大学大学院法学研究科博士後期課程単位取得退学
- 1985年4月 - 京都大学法学部助手
- 1986年10月 - 広島大学法学部助教授
- 1995年4月 - 広島大学法学部教授
- 1997年7月-1999年3月 - ペンシルベニア大学ロースクール客員研究員
- 2004年4月 - 広島大学大学院法務研究科(法科大学院)教授
- 2020年4月 - 定年退官、広島大学名誉教授。
- 2020年10月 - 弁護士登録(広島弁護士会)

## 論文
- 田辺誠「試訳 西サモア独立国憲法-1-」『広島法学』第12巻第3号、広島大学法学会、1989年1月、467-487頁、doi:10.15027/27640、ISSN 03865010、NAID 110000325293。
- 田辺誠「試訳 西サモア独立国憲法-2完-」『広島法学』第13巻第1号、広島大学法学会、1989年7月、131-151頁、doi:10.15027/27641、ISSN 03865010、NAID 110000325312。
- 畑博行、平田伊和男、紺谷浩司、田邊誠、片木晴彦「ミクロネシア連邦憲法・翻訳（資料）」『広島法学』第13巻第2号、広島大学法学会、1989年9月、91-104頁、doi:10.15027/27642、ISSN 03865010、NAID 110000325317。
- King Edward C.、田辺誠（訳）「ミクロネシア連邦における司法制度の設立（南太平洋諸国の今日的諸問題:法・政治・社会的側面からの分析〈国際シンポジウム 報告集1〉）」『広島法学』第14巻第3号、広島大学法学会、1991年1月、493-512頁、doi:10.15027/27644、ISSN 03865010、NAID 110000325346。
- Barkai John、田辺誠（訳）「アメリカにおける代替的紛争解決:調停(Mediation):その概観とミニ・トレーニング」『広島法学』第15巻第2号、広島大学法学会、1991年10月、249-259頁、doi:10.15027/27645、ISSN 03865010、NAID 110000325374。
- 田辺誠「仲裁権限に関する仲裁人の判断権(Kompetenz-Kompetenz)について」『広島法学』第15巻第3号、広島大学法学会、1992年1月、309-327頁、doi:10.15027/27647、ISSN 03865010、NAID 110000325377。
- 田辺誠「仲裁における評議の秘密と証言拒絶」『広島法学』第16巻第1号、広島大学法学会、1992年4月、105-121頁、doi:10.15027/27649、ISSN 03865010、NAID 110000325396。
- Foster Lawrence C.、田辺誠（訳）「中国と法の支配」『広島法学』第16巻第4号、広島大学法学会、1993年3月、367-380頁、doi:10.15027/27652、ISSN 03865010、NAID 110000325439。
- 高橋弘、鳥谷部茂、田邊誠、小梁吉章、野田和裕、大西邦弘「「保証制度の見直しに関する要綱中間試案」に対する意見」『広島法学』第28巻第2号、広島大学法学会、2004年11月、127-135頁、doi:10.15027/17956、ISSN 03865010、NAID 110004667146。
- 田辺誠、早川純貴「田辺誠氏の証言」『駒澤大學法學部研究紀要』第64号、駒澤大学、2006年2月、39-87頁、ISSN 03899896、NAID 120006616323。

## 所属学会
- 民事訴訟法学会(1989年-)